# Solenopsis hammari
Solenopsis hammari é uma espécie de formiga do gênero Solenopsis, pertencente à subfamília Myrmicinae.